# Flavoparmelia secalonica
Flavoparmelia secalonica är en lavart som beskrevs av Elix & J. Johnst. Flavoparmelia secalonica ingår i släktet Flavoparmelia och familjen Parmeliaceae.   Inga underarter finns listade i Catalogue of Life.